# إيوان دراغان
إيوان دراغان (بالرومانية: Ion Drăgan)‏ هو لاعب كرة قدم مولدوفي في مركز الهجوم، ولد في 14 يوليو 1996 في مولدوفا. لعب مع سبيرانتا نيسبوريني.

## وصلات خارجية
- إيوان دراغان على موقع الاتحاد الدولي (مؤرشف)  (الإنجليزية)
- إيوان دراغان على موقع الاتحاد الأوربي (الإنجليزية)
- إيوان دراغان على موقع قاعدة بيانات كرة القدم.إي يو (الإنجليزية)
- إيوان دراغان على موقع ناشيونال فوتبول تيمز (الإنجليزية)
- إيوان دراغان على موقع Soccerway.com (الإنجليزية)